# Walser
Walser er et folkeslag der bor i Alperne i både Schweitz, Italien, Østrig og Liechtenstein. De taler en walsertysk dialekt.
Walserfolket kom til Wallis fra Berner Oberland for omkring 1000 år siden. Fra omkring 1100-tallet spredte de sig fra det øvre Wallis mod syd, vest og øst. Walserfolket har typisk bosat sig højt i bjergene i fjerne dale. Således vidner deres fortsatte eksistens om en betydelig hårdførhed gennem århundrederne.

## Eksternt link
http://www.walser-alps.eu/